# إرنست إف. كو
إرنست إف. كو (بالإنجليزية: Ernest F. Coe)‏ هو محافظ على الطبيعة ومهندس المناظر الطبيعية وعالم نبات أمريكي، ولد في 21 مارس 1866 في نيو هيفن في الولايات المتحدة، وتوفي في 1951.

## وصلات خارجية
- إرنست إف. كو على موقع الموسوعة البريطانية (الإنجليزية)